# Coenobia pallescens
Coenobia pallescens är en fjärilsart som beskrevs av Tutt 1891. Coenobia pallescens ingår i släktet Coenobia och familjen nattflyn. Inga underarter finns listade i Catalogue of Life.